# Ochsenkopf (Silvretta)
Der Ochsenkopf ist ein 3057 m ü. A. hoher Gipfel der Silvrettagruppe in den Ostalpen. Die Erstbesteigung
fand am 9. September 1896 durch L. Pezzendorfer aus Stuttgart mit Führer Ignaz Lorenz I aus Galtür von der Jamtalhütte aus über die Nordseite statt.

## Lage und Umgebung
Der Ochsenkopf liegt ca. 12 km südlich von Galtür auf der Grenze zwischen den Bundesländern Vorarlberg und Tirol. Er befindet sich im Vermuntkamm, der an der Dreiländerspitze vom Silvrettahauptkamm nach Norden abzweigt. Der Gipfel entsendet drei Grate. Nach Norden ist er durch die Tiroler Scharte (2935 m) vom Tiroler Kopf (3095 m) getrennt, im Süden durch die Untere und Obere Ochsenscharte (2913 m bzw. 2977 m) von der Dreiländerspitze (3197 m). Am Ostgipfel zweigt ein weiterer, kurzer Grat nach Westen ab, in dem sich der Hauptgipfel befindet und der am Vermuntkopf (2851 m) ausläuft. Der Gipfel ist umgeben vom Tiroler Gletscher im Nordwesten, Jamtalferner im Osten und Vermuntgletscher im Südwesten.

## Routen zum Gipfel
Der Ochsenkopf kann von der Wiesbadener Hütte aus in gut 2 Stunden erreicht werden. Dazu folgt man zunächst dem markierten Steig in Richtung Radsattel. An der Weggabelung Hohes Rad geht es auf unmarkierten Steigspuren weiter in südöstlicher Richtung über den kaum Spalten aufweisenden Tiroler Gletscher bis zur Tiroler Scharte (2935 m).  In der Scharte dann nach rechts über steiles Geröll hinauf zum Ostgipfel. Der Hauptgipfel ist von hier aus über einen kurzen Grat mit wenigen Kletterstellen (II) zu erreichen. Eine alternative Abstiegsmöglichkeit bietet sich nach Westen über den Westgrat, den man über brüchigen Fels und Geröllstellen bis hin zu einer Einschartung begeht. Von dort kann man über den steilen Firnhang nach Norden zum Tiroler Gletscher absteigen.